# StarCraft: Ghost
StarCraft: Ghost е екшън игра, разработвана от Blizzard Entertainment за PS2 и Xbox. На 16 май 2005 Blizzard купува Swingin' Ape, компания разработваща игри за конзолни системи. Впоследствие тя е преименувана на Blizzard Console и продължава работа върху Ghost. След редица проблеми по време на проекта, през 2006 Blizzard замразяват играта за неопределен срок от време. През 2014 г. вицепрезидентът на Blizzard Entertainment съобщава, че разработката на играта е прекратена.